# Culenar
Culenar (del mapudungún: kulen ‘culén’) es una localidad de la comuna de Coihueco, en la Provincia de Punilla, de la Región de Ñuble, Chile. Según el censo de 2002, la localidad tenía una población de 511 habitantes.